# 聪村
聪村，是匈牙利巴兰尼亚州所辖的一个村。总面积18.43平方公里，总人口241，人口密度13.1人/平方公里（2011年1月1日）。